# Крайст-Чёрч (Барбадос)
Крайст-Чёрч (англ. Christ Church) — один из одиннадцати округов Барбадоса, расположенный в южной части острова. Площадь составляет 57 км².
Крайст-Чёрч граничит на севере с округом Сент-Джордж, на западе — с округом Сент-Майкл и на востоке — с округом Сент-Филипп. Крайст-Чёрч сохранил своё первоначальное название как один из шести округов, созданных в 1629 году губернатором, сэром Уильямом Тафтоном.
На территории прихода находится Международный аэропорт имени Грэнтли Адамса, а также последнее оставшееся мангровое болото в стране, природный заповедник Грэм-Холл. Основная приходская церковь первоначально находилась недалеко от Дувра. После того, как он и приход были разрушены наводнением в 1669 году, главная приходская церковь переместилась в район Ойстинс, став главным городом и нынешней столицей округа
Самый примечательный район Крайст-Черч — это Сент-Лоуренс-Гэп, он является самым оживленным туристическим районом на острове. Многие таверны и клубы в Сент-Лоуренсе часто посещают местные жители и туристы.

## География

### Округа, граничащие с Крайст-Черч
на севере — округ Сент-Джордж
на западе — округ Сент-Майкл
востоке — округ Сент-Филипп

### Определение границ
с Сент — Джодж — Начиная с места встречи округа Сент-Джордж, Сент-Филипп и Крайст-Черч и далее по общему западному и юго-западному направлению вдоль Шоссе 5 до его перекрестка в Южном округе с дорогой, ведущей в Эджертон и Стейпл-Гроув; затем в южном направлении по этой дороге до её развязки в 250 метрах к югу от входа на плантацию Эджертон с дорожкой; затем в западном направлении вдоль этой дорожки приблизительно на 750 метров до её соединения с другой трассой; затем в северном направлении вдоль этой трассы примерно на 100 метров до пересечения с другой трассой, затем в западном направлении вдоль этой трассы примерно на 500 метров до её соединения с другой трассой; затем вдоль этой трассы в южном направлении примерно на 30 метров до её соединения с другой трассой; затем примерно на 200 метров вдоль этой трассы до соединения с другой трассой. Это место встречи округов Сент — Джодж, Крайст-Чёрч и Сент-Майкл. Эта точка отмечена памятником.
с Сент-Майкл - Начиная от места встречи округов Сент-Джордж, Сент-Майкл и Крайст-Черч и далее в южном направлении вдоль тропы плантации и границы между жилой застройкой под названием Форт-Джордж-Хайтс и жилым комплексом Кент-Хаус до пересечения границы с общественной дорогой под названием шоссе R; затем в западном направлении вдоль шоссе R до его пересечения в Уайлди с аэропортом до шоссе западного побережья; затем в южном направлении по этому шоссе до его слияния в Клэпхем с дорогой общего пользования под названием шоссе 6; затем в северо-западном направлении вдоль шоссе 6 до его пересечения с дорогой общего пользования под названием Обсерватория-роуд; затем в южном направлении вдоль Обсерватори-роуд до её пересечения с дорогой общего пользования под названием Фордс-роуд, затем в юго-западном, северо-западном и северном направлениях вдоль Фордес-роуд, Боннетт-роуд и Бриттонс-Нью-Роуд до её пересечения с Далкит-Хилл; затем в западном направлении вдоль Долкит-Хилл до её пересечения с Дейтон-роуд; затем в основном в южном направлении вдоль Дейтон-роуд до его пересечения с Дейреллс-роуд; затем в юго-западном, северо-западном и западном направлении вдоль Дейреллс-роуд до его соединения в гарнизоне с Далкит-роуд; затем в юго-западном направлении вдоль Далкит-Роуд до её соединения с общественной дорогой, называемой шоссе 7; затем прямо через шоссе 7 и продолжая в юго-западном направлении вдоль дороги, ведущей к Грейвсенд-Бич и прямо к морю.

## Правительство
Управление гражданской авиации Барбадоса имеет головной офис на территории международного аэропорта Грантли Адамс. Окружной суд A & C имеет место в Сент-Матиасе, а окружной суд B в Ойстинсе. Королевская полиция Барбадоса поддерживает посты, расположенные в Гастингсе и Уортингсе; и Почтовая служба Барбадоса в Ойстинсе и Уортингсе.

## Экономика
Головной офис REDjet расположен в международном аэропорту Грэнтли Адамса.

## Известные люди
- Ширли Чисхолм, первая чернокожая женщина, избранная в Палату представителей Соединенных Штатов, большую часть своего детства жила в Крайст-Чёрч со своей бабушкой по материнской линии
- Дуг Э. Фреш, знаменитый битбоксер и рэпер (известный в 1980-х и 90-х) родился здесь
- Джефферсон Джонс родился в Крайст-Черч, до переезда в Англию, где он играл в крикет за Беркшир
- Jaicko Lawrence, современный поп-исполнитель / автор песен
- Марита Пейн-Виггинс, бывшая легкоатлетка и двукратная серебряная медалистка Канады, провела свое раннее детство в Крайст-Чёрч